# Mike Sheron
Michael Nigel Sheron, couramment appelé Mike Sheron, est un footballeur puis entraîneur anglais, né le 11 janvier 1972 à Liverpool, Angleterre. Évoluant au poste d'avant-centre, il est principalement connu pour ses saisons à Manchester City, Norwich City, Stoke City, QPR, Barnsley, Blackpool et Macclesfield Town ainsi que pour avoir été sélectionné en équipe d'Angleterre espoirs.

## Biographie

### Carrière de joueur
Natif de Liverpool, il est formé à Manchester City qu'il avait rejoint alors qu'il n'était encore qu'à l'école primaire. Il signe son premier contrat professionnel le 5 juillet 1990 mais ne joue son premier match que lors d'un prêt à Bury en mars 1991. Il marque son premier but aussi lors de ce prêt. 
Revenu à Manchester City, il y joue son premier match lors de la saison 1991-1992, dernière saison de la First Division avant son remplacement par la Premier League, saison au cours de laquelle il joue 29 matches pour un total de 7 buts inscrits.
Il s'installe alors durablement à la pointe de l'attaque des Citizens où il forme un duo redoutable avec Niall Quinn, notamment lors de la saison inaugurale de la Premier League en 1992-1993 où il inscrit 14 buts. Néanmoins, avec le recrutement de Paul Walsh et d'Uwe Rösler en mars 1994, ses opportunités de jouer se réduisent et le 26 août 1994, il est recruté par Norwich City pour un montant de 1 000 000£, après exactement 100 matches de championnat pour les Sky blues. 
Malheureusement, son adaptation chez les Canaries est catastrophique, enchaînant les blessures et les périodes de méforme. Il quitte finalement le club pour rejoindre Stoke City le 13 novembre 1995 pour 450 000£ plus Keith Scott (en), après n'avoir marqué que 2 buts en 28 matches de Premier League pour Norwich City.
À Stoke City, ses performances retrouvent un haut standing, avec 39 buts en 71 titularisations (dont 34 buts en 69 matches de First Division). Le 20 avril 1997, il inscrit un doublé pour donner la victoire 2-0 à son équipe face à Port Vale dans ce qui constitue le dernier Potteries derby à se jouer à Victoria Ground.
Ses performances chez les Potters poussent QPR à dépenser 2 750 000£ pour le recruter le 1er juillet 1997. Dans son nouveau club, ses performances ne sont plus aussi élevées mais restent toujours de bon niveau avec 19 buts inscrits en 63 matches de First Division. Quand, en début d'année 1999, QPR est confronté à de graves difficultés financières, ils doivent se contraindre à vendre Sheron, qui a toujours une bonne valeur marchande et dont le salaire est en plus l'un des plus élevés de l'effectif.
Barnsley le recrute alors le 28 janvier 1999 pour 1 500 000£. Il y reste quatre saisons, ce qui ferait des Tykes le club pour lequel Sheron aura joué le plus de matches (152 en First Division pour 33 buts inscrits).
Le 31 juillet 2003, il est recruté gratuitement par Blackpool où il passe une saison en Second Division avant de rejoindre Macclesfield Town le 5 août 2004, pour une saison en League Two. 
Le 16 mars 2005, il rejoint Shrewsbury Town pour les derniers mois de la saison 2004-2005 en League Two. Il finira sa carrière en Football League avec les Shrews avant de jouer quelques matches avec le club non-league de Warrington Town (en).

### Carrière internationale
En 1992 et 1993, alors qu'il joue pour Manchester City, il est sélectionné à 16 reprises en équipe d'Angleterre espoirs pour 4 buts inscrits.

### Carrière d'entraîneur
À la fin de sa carrière joueur, il se reconvertit comme entraîneur au centre de formation de Manchester City avant de devenir l'entraîneur des équipes de jeunes de Bury pendant trois saisons. Après une saison dans l'encadrement technique d'Oldham Athletic, il devient entraîneur au centre de formation de Liverpool. Il rejoint ensuite Rotherham United en tant que responsable du centre de formation.